# 小行星5788
小行星5788（英語：5788）是一颗围绕太阳公转的小行星。1992年7月1日，罗伯特·H·麦克诺特在赛丁泉山发现了此天体。
这颗小行星的绝对星等为17.50371091147986等。